# Nieodnawialne źródła energii
Nieodnawialne źródła energii – wszelkie źródła energii, które nie odnawiają się w krótkim okresie. Ich wykorzystanie jest znacznie szybsze niż uzupełnianie zasobów. Ich przeciwieństwem są odnawialne źródła energii.
Źródłami nieodnawialnymi są przede wszystkim paliwa kopalne takie jak:
- węgiel kamienny
- węgiel brunatny
- torf
- ropa naftowa
- gaz ziemny.

Większość tych zasobów znajduje się w różnych skałach w bardzo niskich stężeniach - a jedynie nieliczne złoża o relatywnie dużym ich stężeniu są dziś wykorzystywane komercyjnie. Jeszcze większe są ilości dostępnego deuteru - w tym wypadku jednak występującego w dość wysokich stężeniach w wodzie oceanicznej.
Nieodnawialne źródła energii pod postacią paliw kopalnych są podstawowym źródłem energii dla przemysłu, energetyki, transportu i gospodarstw domowych. W związku z alarmującymi doniesieniami na temat wyczerpywania się zasobów paliw kopalnych (np. tzw. peak oil), wiele państw promuje wykorzystanie odnawialnych źródeł energii.